# Przymierze III: Demony
The Brotherhood III: Young Demons (w Polsce prezentowany również jako Przymierze III: Demony) – film fabularny koprodukcji amerykańsko-kanadyjskiej z 2002 roku w reżyserii Davida DeCoteau'a. Trzeci film z homoerotycznej serii The Brotherhood.

## Opis fabuły
Grupa nastolatków, korzystając z antycznej księgi czarów, odblokowuje portal do średniowiecznego świata i uwalnia złowieszcze moce.